# Комари (Лукавац)
Комари су насељено мјесто у граду Лукавац, Босна и Херцеговина.

## Становништво
|             | 2013.       | 1991.        |
| Укупно      | 46 (100,0%) | 213 (100,0%) |
| Срби        | 45 (97,83%) | 213 (100,0%) |
| Неизјашњени | 1 (2,174%)  | –            |